# Syzygium griseum
Syzygium griseum là một loài thực vật có hoa trong Họ Đào kim nương. Loài này được (C.B.Rob.) Airy Shaw miêu tả khoa học đầu tiên năm 1949.